# El tresor (pel·lícula)
El Tresor (romanès: Comoara) és una 2015 pel·lícula romanesa dirigida per Corneliu Porumboiu, on hi surten Toma Cuzin, Adrian Purcărescu i Corneliu Cozmei. Explica la història de dos homes joves que busquen un tresor perdut en un jardí. Es va presentar al Festival de cinema de Cannes del 2015 on va guanyar el premi Prix Un Certain Talent.

## Repartiment
- Toma Cuzin Com Costi
- Adrian Purcărescu mentre Adrian
- Corneliu Cozmei Com Cornel
- Radu Banzaru Com Vanzator
- Florin Kevorkian Com Sef Costi
- Iulia Ciochina Com Vanzatoare
- Cristina Toma com Raluca
- Dan Chiriac com Lica
- Laurentiu Lazar Com Petrescu
- Clemence Valleteau Mentre Emma Dumont

## Producció
La pel·lícula va ser produïda a través de l'empresa del director 42 km en col·laboració amb l'empresa francesa Les Films du Worse i Rouge International. Va rebre les beques que corresponen a 350,000 euros del Centre de Pel·lícula Nacional Romanès i suport de Arte França Cinéma, HBO i Eurimages. A excepció de Toma Cuzin, el repartiment sencer consisteix d'actors no professionals. La gravació va tenir lloc de 15 octubre a 15 novembre 2014 a la província de Teleorman i Bucarest.